# Castroserna de Abajo
Castroserna de Abajo település Spanyolországban, Segovia tartományban. Castroserna de Abajo Sepúlveda, Santa Marta del Cerro, Prádena, Valleruela de Sepúlveda és Condado de Castilnovo községekkel határos. Lakosainak száma 32 fő (2024).

## Népesség
A település népessége az elmúlt években az alábbi módon változott:
| Lakosok száma | 60   | 49   | 51   | 59   | 60   | 53   | 51   | 40   | 33   | 32   |
|               | 2001 | 2004 | 2007 | 2009 | 2011 | 2014 | 2016 | 2019 | 2022 | 2024 |